# Smalltown Supersound
Smalltown Supersound je norské hudební vydavatelství, zaměřené převážně na elektronickou hudbu. Založil jej Joakim Haugland v roce 1993 v obci Flekkefjord na jihu Norska, původně za účelem vydávání nahrávek místních nezávislých a lo-fi hudebníků a kapel. Pojmenováno bylo podle rozhlasové stanice z filmu Gauneři režiséra Quentina Tarantina ve spojení s výrazem „smalltown“, maloměsto. Později se Haugland přestěhoval do Osla a postupně rozšiřoval zaměření a činnost vydavatelství, větší důraz kladl na elektronickou hudbu, free jazz a experimentální hudbu. V té době společnost vydávala alba hudebníků jako Kim Hiorthøy a Jaga Jazzist; album kapely Jaga Jazzist bylo posluchači BBC zvoleno jazzovým albem roku. Vydavatelství postupně začalo vydávat také alba zahraničních hudebníků, jako například Kelly Lee Owens a Neneh Cherry. Počínaje rokem 2004 existuje dceřiná společnost Smalltown Superjazzz, zaměřená na vydávání jazzu.